# Nuevo Colón
Nuevo Colón – miasto w Kolumbii, w departamencie Boyacá.